# Poafilinis
Els poafilinis (Poaphilini) són una tribu de lepidòpters ditrisis de la família dels erèbids (Erebidae), subfamília Erebinae.

## Taxonomia
Estudis filogenètics han demostrat que la tribu està més estretament relacionada amb la tribu Ophiusini. Aquests estudis indiquen que els gèneres Achaea, Mimophisma i Ophisma pertanyen a la tribu Poaphilini tot i que abans havien estat classificats en la tribu Ophiusini.

## Gèneres
- Achaea
- Allotria
- Argyrostrotis
- Bastilla
- Chalciope
- Cutina
- Focillidia
- Gondysia
- Mimophisma
- Ophisma
- Parallelia